# Myrsine penibukana
Myrsine penibukana är en viveväxtart som först beskrevs av Philipson, och fick sitt nu gällande namn av J.J. Pipoly. Myrsine penibukana ingår i släktet Myrsine och familjen viveväxter. Inga underarter finns listade i Catalogue of Life.